# 周末同床
《周末同床》（韓語：결혼은 미친 짓이다）是2002年上映的一部韓國電影，由甘宇成和嚴正化領銜主演。

## 故事概要
崇尚有性無愛的大學教授俊永在朋友介紹下，認識了前衛開放的燈飾設計師娟姬。他們第一次約會便開始了第一次，從此他們每兩星期都會做愛，做愛後都總是談天，把倆人的心靈緊扣在一起。娟姬為了物質上的需求，後來嫁給一名醫生，婚後依然與俊永來往，用醫生的錢資助他。但是時間久了，俊永卻開始感到迷惘...。

## 演員陣容
- 甘宇成 飾 俊永
- 嚴正化 飾 娟姬
- 朴元相
- 姜素晶
- 尹藝里
- 李智熙

## 外部連結
- 互联网电影数据库（IMDb）上《周末同床》的资料（英文）